# 米哈伊爾·米哈伊洛維奇·格拉西莫夫 (藝術家)
米哈伊爾·米哈伊洛維奇·格拉西莫夫（羅馬化：Mikhail Mikhaylovich Gerasimov；1938年11月1日—），苏联和俄罗斯版画艺术家、教师、聖彼得堡列宾美术学院教授、俄罗斯联邦荣誉艺术家、俄罗斯艺术家联盟成员。
苏联现实主义学派代表人物。